# Trainspotting – Neue Helden
Trainspotting – Neue Helden (original: Trainspotting) ist ein schottisches Filmdrama des Regisseurs Danny Boyle aus dem Jahr 1996. Es handelt sich um eine Verfilmung des Romans Trainspotting (1993) von Irvine Welsh. Auf der Liste der 100 besten britischen Filme, die das Magazin Empire 2016 veröffentlichte, rangiert er auf Platz 8.

## Handlung
Der Film handelt von einer Clique in Leith, einem Stadtteil der schottischen Hauptstadt Edinburgh. Der Erzähler ist der junge Mark Renton, ein Heroinabhängiger, gespielt von Ewan McGregor, der gleich zu Anfang des Films und dann immer wieder clean werden will. Den ganzen Film über konsumiert Mark jedoch nur während eines kurzen Aufenthalts in London keinerlei Drogen. Zum Schluss stiehlt er seinen Freunden 16.000 Pfund aus einem Heroin-Deal und will damit ein neues Leben anfangen.
Als Junkies spielen Renton, Spud und Sick Boy immer wieder mit dem Tod, gleichzeitig sprühen sie oft vor Energie und Lebensfreude. Gleichwohl wird das Elend der Sucht vielfach sichtbar: Das Baby einer abhängigen Freundin stirbt an Vernachlässigung; der naive Tommy, der zunächst als einziger in der Clique keine Drogen nimmt, aber emotional abhängig von seiner Freundin ist, wird heroinsüchtig, als diese ihn verlässt, und stirbt an einer wahrscheinlich durch AIDS begünstigten Toxoplasmose; Renton wird von den Eltern zum kalten Entzug gezwungen und hat dabei grauenvolle Halluzinationen. Ergänzt wird die Szenerie durch Figuren wie den kleinkriminellen, psychopathischen Alkoholiker Begbie und die 15-jährige Diane, die eine Affäre mit dem deutlich älteren Renton hat.
Trainspotting zeichnet ein negativ-satirisches Bild der britischen Gesellschaft in den späten achtziger Jahren. Renton und seine Freunde tragen als drogenabhängige Arbeitsverweigerer mit punkigen Attributen die Pose von Verachtung für die Gesellschaft vor sich her, gleichzeitig hört ihre oft beschworene Freundschaft beim Besorgen des nächsten Schusses auf, und sie verraten und betrügen sich gegenseitig. Als Renton zwischendurch nach London flieht, arbeitet er erfolgreich für ein Maklerbüro, bis Begbie, der einen Raubüberfall begangen hat, und Sick Boy uneingeladen bei ihm einziehen. Am Ende bestiehlt Renton nach dem Heroin-Deal zwar den durchgeknallten Begbie und den zynischen Sick Boy, lässt dem harmlosen Träumer Spud aber doch seinen Anteil zukommen.

## Rezeption
„Der 1995 von Danny Boyle gedrehte Film, dem mittlerweile Kultstatus zukommt, erwies sich als riesiger Erfolg, wobei schon der deutsche Untertitel „Neue Helden“ auf eine gravierende Änderung gegenüber dem Roman verweist: Die Sucht erscheint im Film als halluzinatorisch-surreale Erfahrung; ja sogar, wie von Teilen der Kritik bemängelt wurde, als fröhliche Freizeitbeschäftigung. Selbst die berühmt gewordene Szene, in der Renton in die „dreckigste Toilette Schottlands“ hinabtaucht, um die rektal eingenommenen und dann ausgeschiedenen Opiumzäpfchen herauszufischen, gerät zu einem Meisterstück des fantastischen Kinos: Er schwimmt im azurblauen Wasser des Ozeans und erreicht die Oberfläche wie nach einer reinigenden Dusche. Glamouröser, aber auch fragwürdiger lässt sich Drogensucht kaum darstellen.“

„Eine bittere, mit ungewöhnlichen filmischen Mitteln erzählte Groteske, deren auf Überraschung und Überrumpelung zielende Dramaturgie gefangennimmt. Trotz der suggestiven Bebilderung der Drogenerfahrungen ein zugleich schockierendes und einfühlsames Porträt der Junkie-Szene.“

## Sonstiges
Wie der Roman zeigt auch der Film Drogenkonsum, Sucht und die damit einhergehende Verrohung und Selbstverachtung. Im Original wird fast ausschließlich ein mit zahlreichen Slang-Ausdrücken durchsetztes schottisches Englisch gesprochen, wodurch er für den durchschnittlich englischverständigen Zuschauer kaum verständlich ist. 
Entgegen den vorherigen DVD-Versionen enthielt die nicht mehr erhältliche Steelbox-Version des Films erstmals auch den Originalton. Außerdem wurde es versäumt, bei der Szene mit Renton und Sick Boy im Park den am Boden liegenden Skinhead zu vertonen. So ist in der deutschen Version das panische Schreien des Skinheads „Get over!“ nicht zu hören, während ihn der von Renton angeschossene Hund anfällt.

## Auszeichnungen
- John Hodge wurde 1997 für das Drehbuch für den Oscar nominiert.
- John Hodge gewann 1996 den BAFTA Award; Andrew Macdonald und Danny Boyle wurden für den BAFTA Award nominiert.
- Danny Boyle, Ewan McGregor, Ewen Bremner und der Film als bester britischer Film gewannen 1997 den Empire Award.
- Ewan McGregor wurde 1997 für den MTV Movie Award nominiert.
- Andrew Macdonald, John Hodge und Robert Carlyle wurden 1997 für den Golden Satellite Award nominiert.
- Der Film erhielt 1996 den Publikumspreis des Warsaw Film Festival in Warschau
- Das British Film Institute wählte Trainspotting im Jahre 1999 auf Platz 10 der besten britischen Filme aller Zeiten.
- Die Deutsche Film- und Medienbewertung FBW in Wiesbaden verlieh dem Film das Prädikat „besonders wertvoll“.[5]

## Trivia
- Obwohl die Geschichte in Leith spielt, wurden die meisten Szenen in Glasgow gedreht.
- Wegen des schottischen Dialekts mussten bei der US-Version die ersten 20 Minuten synchronisiert werden.
- Jonny Lee Millers Figur Sick Boy ist nahezu besessen von James-Bond-Filmen. Miller ist ein Enkel von Bernard Lee, der zwischen 1962 und 1979 in elf James-Bond-Filmen die Rolle des M spielte.
- Christopher Eccleston war die Rolle des Francis Begbie angeboten worden.
- Um den gertenschlanken Mark Renton spielen zu können, musste sich Ewan McGregor einer strengen Diät unterziehen. Zwei Monate lang durfte er weder Alkohol trinken noch Süßspeisen zu sich nehmen.
- Auf die Idee für die Szene, in der Ewan McGregor in die Toilettenschüssel eintaucht, kam der Drehbuchautor John Hodge durch den Horrorfilm Nightmare – Mörderische Träume von 1984, in dem das jugendliche Mädchen Nancy Thompson, gespielt von Heather Langenkamp, in einer ähnlichen Szene in einem Badezimmer in der Wanne liegt und plötzlich von der Horrorfilmfigur Freddy Krueger unter Wasser gezogen wird.[6]
- Im Film werden etliche Medikamenten-Namen und medizinische Fachbegriffe erwähnt. Der Drehbuchautor Hodge ist Arzt und hatte auch Heroinabhängige behandelt, sodass er sein Fachwissen in den Film einfließen lassen konnte.[6]
- Ewen Bremner, der im Film Daniel „Spud“ Murphy spielt, hatte Jahre zuvor in einer Bühnen-Adaption die Rolle des Mark Renton übernommen.
- Danny Boyle engagierte Zwillinge für die Rolle des Babys Dawn, um die Strapazen des Drehs zu mindern.
- In einer Szene liest Renton ein Buch über den Schauspieler Montgomery Clift, der selbst schwere Drogenprobleme hatte.
- Im Film gibt es zahlreiche Anspielungen auf die Beatles (u. a. das Albumcover von Abbey Road).
- Die Schriftzüge an der Wand in der Disco sind mit denen in der Korowa-Milchbar aus dem Film Uhrwerk Orange identisch.
- Die Szene mit dem Ausflug aufs Land wurde auf dem abgelegenen Bahnhof Corrour gedreht, der keinen Zugang zu einer öffentlichen Straße bietet.
- Der Titel des Films Trainspotting bezeichnet die hobbymäßige Beobachtung von Zügen. Er bezieht sich dabei auf eine Szene im namensgebenden Roman, die im Film nicht vorkommt, in der Begbie und Renton an einem Bahnhof Begbies heruntergekommenen Vater treffen, der sie fragt, ob sie Trainspotter wären.[7][8]

## Soundtrack
Auf CD veröffentlicht:
| CD 1 1. Iggy Pop – Lust for Life 2. Brian Eno – Deep Blue Day 3. Primal Scream – Trainspotting 4. Sleeper – Atomic 5. Heaven 17 – Temptation 6. Iggy Pop – Nightclubbing 7. Blur – Sing 8. Lou Reed – Perfect Day 9. Pulp – Mile End 10. Bedrock featuring KYO – For What You Dream Of 11. Elastica – 2:1 12. Leftfield – A Final Hit 13. Underworld – Born Slippy 14. Damon Albarn – Closet Romantic | CD 2 1. PF Project feat. Ewan McGregor – Choose Life 2. Iggy Pop – The Passenger 3. Underworld – Dark and Long (Dark Train Mix) 4. Georges Bizet – aus der Carmen-Suite Nr. 2 5. Sleeper – Statusque 6. David Bowie – Golden Years 7. Ice MC – Think About the Way 8. Leftfield – A Final Hit 9. Heaven 17 – Temptation 10. Iggy Pop – Nightclubbing (Baby Doc Mix) 11. Fun Boy Three – Our Lips Are Sealed 12. Primal Scream – Come Together 13. Joy Division – Atmosphere 14. Goldie – Inner City Life 15. Underworld – Born Slippy (NUXX – Darren Price Mix) |

Außerdem:
1. Johann Sebastian Bach – Choralbearbeitung Herzlich tut mich verlangen, Bach-Werke-Verzeichnis 727

## Fortsetzung
2017 kam die Fortsetzung T2 Trainspotting in die Kinos.